# 김주은 (배우)
김주은(2002년 4월 6일 ~ )은 대한민국의 배우이다. 

### 영화
- 2025년 영화 《차라리 죽여》 ... 선영 역